# Sharplin Falls
Die Sharplin Falls sind ein Wasserfall im Gebiet der Ortschaft Staveley unterhalb des 1688 m hohen Mount Somers in der Region Canterbury auf der Südinsel Neuseelands. Er liegt in unmittelbarer Nachbarschaft zu den Gold Smith Rapids im Lauf des Bowyers Stream.
Im Nordwesten von Staveley führt der 1,2 km lange Sharplin Falls Walking Track in rund 20 Gehminuten zum Wasserfall. 2017 wurde dieser Wanderweg aufgrund anhaltenden Steinschlags durch das Department of Conservation permanent geschlossen.